# Agabus congener
Agabus congener är en skalbaggsart som först beskrevs av Carl Peter Thunberg 1794.  Agabus congener ingår i släktet Agabus och familjen dykare. Arten är reproducerande i Sverige. Inga underarter finns listade i Catalogue of Life.

## Bildgalleri

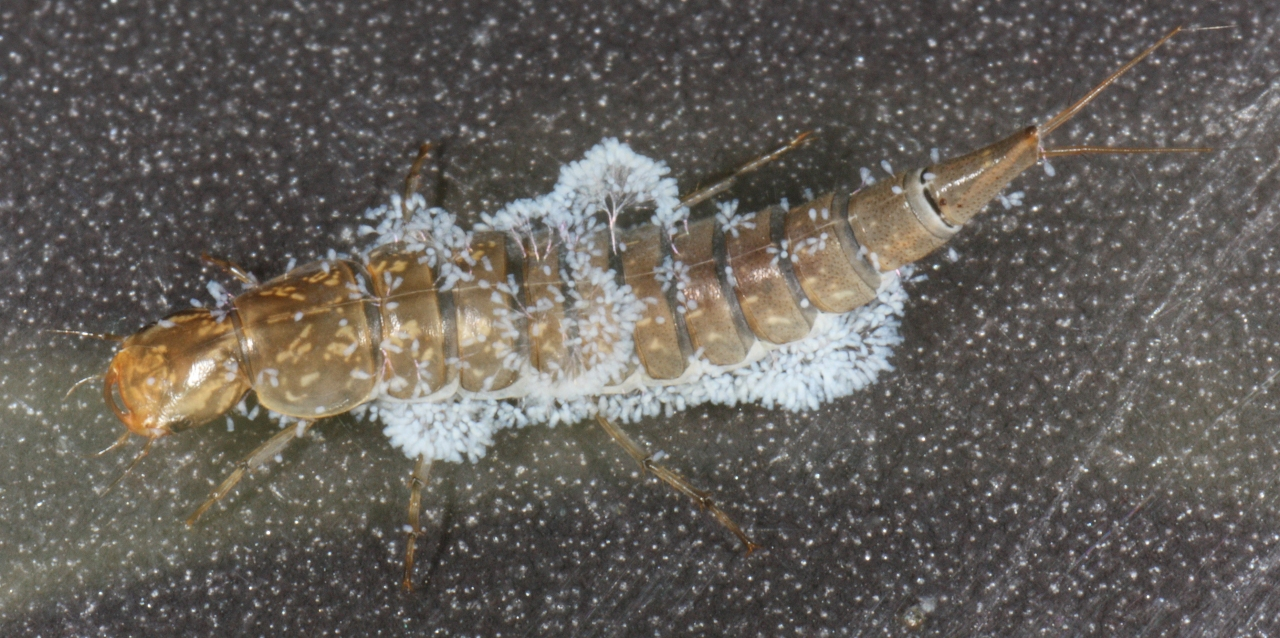
Larv angripen av svamp
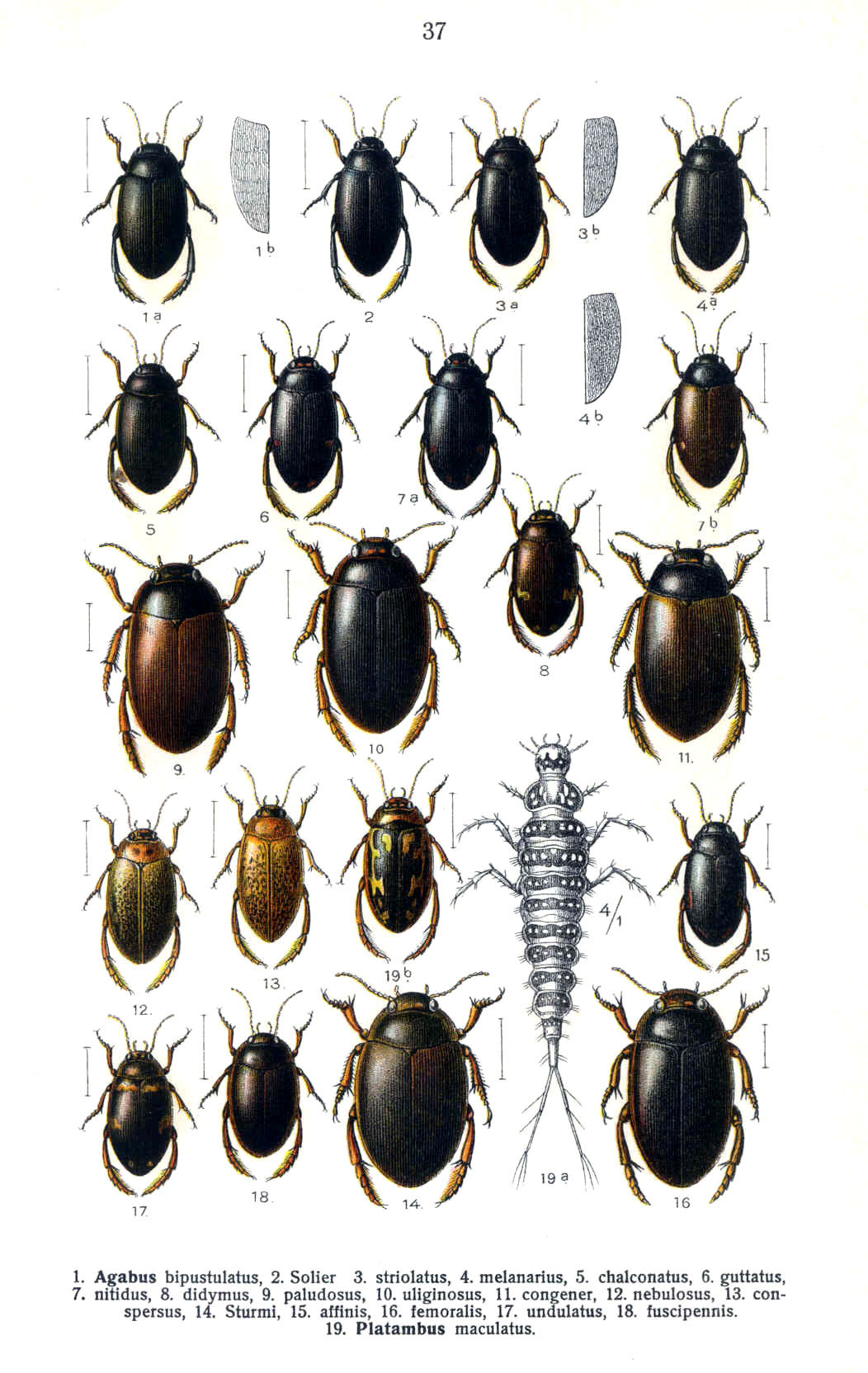
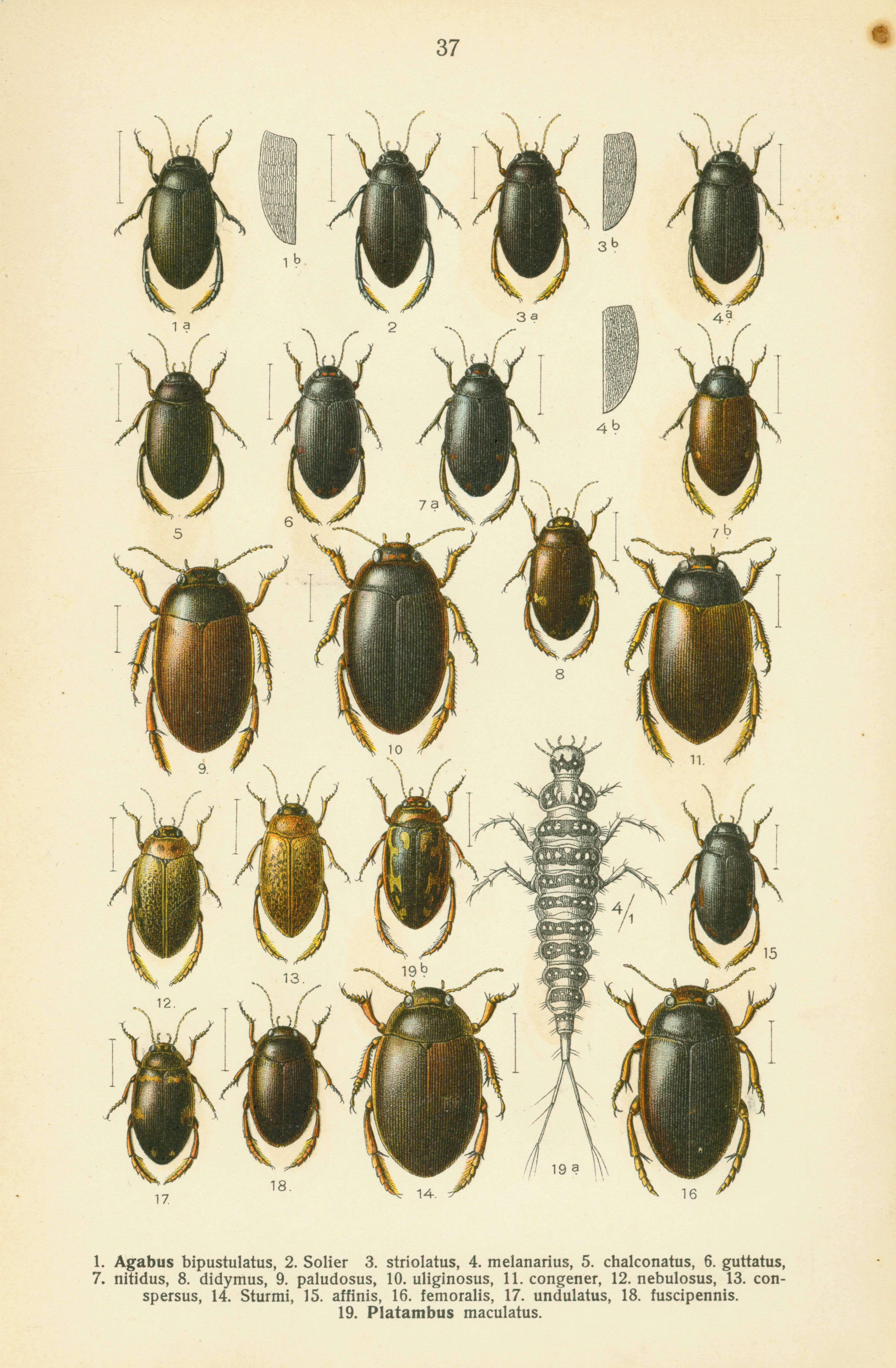